# Bni Ahmed Cherqia
Bni Ahmed Cherqia  (in arabo بني أحمد  الشرقية‎?) è un centro abitato e comune rurale del Marocco situato nella provincia di Chefchaouen, regione di Tangeri-Tetouan-Al Hoceima. Conta una popolazione di 12 866 abitanti (censimento 2014).